# Véronique Prince
Véronique Prince, née en 1984 à Québec, est une journaliste québécoise. Elle est correspondante parlementaire à l'Assemblée nationale du Québec pour Radio-Canada. Active depuis 2005 dans les médias québécois, elle a travaillé pour TQS, TVA Nouvelles, LCN et Radio-Canada. Elle est également l'auteure d'un ouvrage sur la gestion de crise gouvernementale à l'ère des médias numériques.

## Carrière
Elle a commencé sa carrière en 2005 à Trois-Rivières pour le réseau TQS.
Après la fermeture de la salle des nouvelles de TQS en 2008, elle se joint à TVA Nouvelles et LCN, où elle travaille pendant neuf ans. D'abord journaliste pour l'émission d'affaires publiques JE, elle couvre ensuite les nouvelles générales à Montréal, puis devient correspondante parlementaire à Québec pour TVA Nouvelles.
À ce titre, elle participe à la couverture de la campagne électorale provinciale de 2014 et des élections présidentielles américaines de 2012 et de 2016.
En 2017, elle entre à Radio-Canada à titre de correspondante parlementaire à l'Assemblée nationale du Québec. Elle y couvre les campagnes électorales provinciales de 2018 et de 2022.
À Radio-Canada, elle présente ses reportages aux bulletins de nouvelles de ICI Télé et ICI RDI. Elle collabore à la radio comme chroniqueuse politique régulière à l'émission Tout un matin (avec l'animateur Patrick Masbourian), diffusée sur ICI Première. Elle participe également ponctuellement à d'autres émissions, telles que La journée (est encore jeune),.
Elle publie aussi des articles régulièrement sur Radio-Canada.ca.

## Engagements institutionnels
En 2018-2019, elle a été présidente de la Tribune de la presse parlementaire de Québec.

## Formation
Véronique Prince détient une attestation d'études collégiales au Collège radio télévision de Québec (CRTQ), ainsi qu'un diplôme d'études collégiales du cégep Champlain - St.Lawrence.
Elle est aussi détentrice d'un baccalauréat en science politique à l'Université Concordia et a complété une maîtrise en science politique à l'Université Laval, parallèlement à son travail de journaliste.
En 2019, avec son directeur de recherche, elle a publié aux Presses de l'Université du Québec l'ouvrage Là, tout de suite? La gestion de crise gouvernementale à l'ère de l'instantanéité médiatique, tiré de son mémoire universitaire.

## Publications
- Véronique Prince et Thierry Giasson, Là, tout de suite? : La gestion de crise gouvernementale à l'ère de l'instantanéité médiatique, Les Presses de l'Université du Québec, 2019, 164 p. (ISBN 978-2-7605-5182-4)
- Véronique Prince et Thierry Giasson, chap. 3 « La gestion des crises communicationnelles du gouvernement Couillard : Le cas de la démission du ministre Yves Bolduc », dans François Pétry et Lisa Birch (dirs.), Bilan du gouvernement de Philippe Couillard : 158 promesses et un mandat contrasté, Québec, Presses de l’Université Laval, 2018, 47-61 p. (ISBN 978-2-7637-3870-3)